# MCEMP1
MCEMP1 (англ. Mast cell expressed membrane protein 1) – білок, який кодується однойменним геном, розташованим у людей на короткому плечі 19-ї хромосоми. Довжина поліпептидного ланцюга білка становить 187 амінокислот, а молекулярна маса — 21 229.
| 10         |  | 20         |  | 30         |  | 40         |  | 50         |
| ---------- |  | ---------- |  | ---------- |  | ---------- |  | ---------- |
| MEVEEIYKHQ |  | EVKMQAPAFR |  | DKKQGVSAKN |  | QGAHDPDYEN |  | ITLAFKNQDH |
| AKGGHSRPTS |  | QVPAQCRPPS |  | DSTQVPCWLY |  | RAILSLYILL |  | ALAFVLCIIL |
| SAFIMVKNAE |  | MSKELLGFKR |  | ELWNVSNSVQ |  | ACEERQKRGW |  | DSVQQSITMV |
| RSKIDRLETT |  | LAGIKNIDTK |  | VQKILEVLQK |  | MPQSSPQ    |  |            |

A: Аланін

C: Цистеїн

D: Аспарагінова кислота

E: Глутамінова кислота

F: Фенілаланін

G: Гліцин

H: Гістидин

I: Ізолейцин

K: Лізин

L: Лейцин

M: Метіонін

N: Аспарагін

P: Пролін

Q: Глутамін

R: Аргінін

S: Серин

T: Треонін

V: Валін

W: Триптофан

Локалізований у мембрані.